# جیمز نورث‌کوت (بازیگر)
جیمز نورث‌کوت (انگلیسی: James Northcote؛ زادهٔ جیمز واکر، ۱۰ اکتبر ۱۹۸۷) بازیگر و تهیه‌کنندهٔ انگلیسی است که در فیلم‌ها و مجموعه‌های تلویزیونی همچون بلندی‌های بادگیر (۲۰۱۱)، آنا کارنینا (۲۰۱۲)، نیمفومانیاک (۲۰۱۳)، بازی تقلید (۲۰۱۴) و آخرین پادشاهی (۲۰۱۷–۲۰۲۲) ایفای نقش کرده است.

## اوایل زندگی
جیمز نورث‌کوت در لندن به دنیا آمده است، در منطقه وست کانتری لندن بزرگ شد و در کالج کینگز، تونتون تحصیل کرد. او در دانشگاه کمبریج و در کالج کویینز رشته ادبیات انگلیسی را خواند و به دنبال علاقه‌اش به هنرهای نمایشی رفت. او نتیجه‌خیزِ هنرمندانی چون ماری واکر لاست و نیز نتیجه‌خیزِ دوبارهٔ رونالد واکر، اریک واکر و هنرمند هیلدا انتا واکر است.
به عنوان عضو تئاتر ملی جوانان، نورث‌کوت در سال ۲۰۱۰ نقش آشپز مشهور الکسیس سویر را در نمایش Relish بازی کرد؛ نمایشی نوشتهٔ جیمز گراهام که دربارهٔ زندگی سویر است و به کارگردانی پل روزبی اجرا شد.
در دانشگاه، او با گروه کمبریج فوت‌لایتز همکاری داشت و در پانتومیم سال ۲۰۰۹ با عنوان «علی‌بابا و چهل دزد» نقش نالو را که شخصیتی منفی بود بازی کرد. همچنین در گروه مارلو در نمایشی از رومئو و ژولیت نقش مرکوتیو را ایفا کرد.
در جشنواره ادینبرو فرینج نقش قورباغه را در نمایش باد در درختان بید بازی کرد و موفق به دریافت جایزه Commendation - Emerging Artists از بنیاد ان‌اس‌دی‌اف ایدینبرا شد.